# Scutumara enodis
Scutumara enodis is een krabbensoort uit de familie van de Varunidae. De wetenschappelijke naam van de soort is voor het eerst geldig gepubliceerd in 1993 door Ng & Nakasone.